# 日本ビルマ救援センター
日本ビルマ救援センター（英語: Burmese Relief Center–Japan、略称: BRCJ）は、大阪府大阪市に事務局を置く一般社団法人である。1988年9月にビルマ（ミャンマー）軍事政権から迫害を受けている人々を支援するため設立された。代表は城星学園高校教員の中尾恵子。2023年7月に法人格取得。

## 名称
1989年6月18日、ビルマ（ミャンマー）軍事政権は国号をビルマからミャンマーに改称。日本国政府は軍事政権を承認して日本語の呼称をミャンマーと改めたが、軍事政権を認めない立場から敢えて旧称のビルマを使う人権団体も少なくない。日本ビルマ救援センターも、反軍政の立場から旧称のビルマを使い続けている。

## 沿革
1988年9月、「ビルマ軍事政権の弾圧により、迫害された人びとを支援するために」設立。
2016年3月30日、軍人上がりのテイン・セイン大統領が、前年11月に執行された選挙で勝利した国民民主連盟（NLD）へ政権を移譲したことにより、ビルマ（ミャンマー）で23年ぶりの民政移管が達成された。しかしシャン族などの少数民族が国内避難民（IDP）となっている状況が急速には改善されなかったため、民政移管後にビルマ（ミャンマー）から次々と撤退する欧米の国際NGOを尻目に、日本ビルマ救援センターはNLD政権時代になっても支援活動を継続した。
2021年2月1日に国軍がビルマ（ミャンマー）でクーデターを断行すると、同国では自称「治安部隊」が丸腰の市民を銃撃して殺害するなど国軍による人権蹂躙が常態化。これを受けて2月9日、日本ビルマ救援センターは国軍のクーデターに対する非難声明を発出し、国軍に向けて拘束者の無条件での解放や報道規制の即時撤廃などを求めたほか、日本国政府や在緬日系企業に向けてビルマ（ミャンマー）の民主化に寄与する行動を取るよう求めた。